# 黌利家族
黌利家族（泰語： Trakun Wang Li）是泰国曼谷的望族，华裔陈氏，是19世纪曼谷潮商陳慈黌（1841–1920）的后代。1871年，陳慈黌在曼谷开办“黌利行”，经营贸易、金融及火砻、火船业。
陳慈黌的贸易体系连接汕头、香港、新加坡和西贡，开创火砻即机械碾米产业，被尊称为“慈黉爷”。其次子陳立梅继任掌门，陈氏产业规模更加扩大，为当时曼谷首屈一指的火砻富商，并設中暹船務公司代理挪威船務，有輪船十余艘，航線遍及東南亞、中國及日本各主要口岸。1930年，陈守明继承陈氏产业，这时是陈家的鼎盛年代，他在1933年设立黌利棧銀行和鑾利保險公司。
陈氏家族在曼谷的旧宅第黌利宅位于昭披耶河西岸的空讪县。宅第旁的廊1919现经活化为创意园区，曾经是陈氏家族的办公地点、员工宿舍及仓库。曼谷近郊巴吞他尼府的超大型商场兰实未来园由陈家经营。在今日中国广东省汕头市有陳慈黌故居。